# Labidocera kroyeri
Labidocera kroyeri är en kräftdjursart som först beskrevs av Brady 1883.  Labidocera kroyeri ingår i släktet Labidocera och familjen Pontellidae. Inga underarter finns listade i Catalogue of Life.